# Pierre Cosnard
Pierre Cosnard est un homme politique français né le 24 octobre 1749 à Saint-Pierre-des-Ifs (Calvados) et mort le 4 septembre 1799 à Lisieux (Calvados).
Marchand herbager, il est élu suppléant à la Convention et appelé à siéger comme député du Calvados le 11 août 1793.

## Sources
« Pierre Cosnard », dans Adolphe Robert et Gaston Cougny, Dictionnaire des parlementaires français, Edgar Bourloton, 1889-1891 [détail de l’édition]